# Zupče
Zupče – wioska położona w północnym Kosowie, na obszarze Zubin Potoku.